# Chris Hodgson
Chris Hodgson (Whitehaven, 20 novembre 1987) è un pilota motociclistico inglese ex-crossista, partecipante dal 2008 al Campionato del Mondo Supermoto e agli appuntamenti del Trofeo Nazioni Supermoto.
Dal 2008 corre nel team Husqvarna Moto Supplies, affiancato dal 2009 dal connazionale plurititolato Matthew Winstanley. Prima della fine della stagione viene però lasciato libero dal team.
Nel 2010 passa al Team KTM UK Skyzone Racing.

## Palmarès
- 2004: Vincitore Coppa d'Inghilterra Supermoto Junior
- 2005: 3º posto KTM Supermoto Junior Euro Cup (su KTM)
- 2006: 3º posto KTM Supermoto Junior Euro Cup (su KTM)
- 2006: 3º posto Campionato Inglese Supermoto S3 (su KTM)
- 2006: 9º posto generale al Supermoto delle Nazioni (Team England Junior) (su KTM)
- 2007: 4º posto Campionato Europeo Supermoto S3 (su KTM)
- 2007: Campione Inglese Supermoto S1 (su KTM)
- 2008: 2º posto Campionato Inglese Supermoto S1 (su KTM)
- 2008: 4º posto generale al Supermoto delle Nazioni (Team England) (su KTM)
- 2008: 22º posto Campionato del Mondo Supermoto S1 (su KTM)
- 2009: 8º posto Campionato Inglese Supermoto Elite (10 gare su 13) (su Husqvarna)
- 2009: 13º posto Campionato del Mondo Supermoto S1 (3 GP su 7) (su Husqvarna)
- 2009: 2º posto Supermoto Indoor di Hardenberg (su KTM)
- 2010: 3º posto Campionato Inglese Supermoto 450 Elite (su KTM)
- 2010: 3º posto Campionato Inglese Supermoto Open Elite (su KTM)
- 2010: 6º posto generale al Supermoto delle Nazioni (Team England) (su KTM)
- 2010: 7º posto Supermoto Indoor di Zwolle (su KTM)
- 2011: 2º posto generale al Supermoto delle Nazioni (Team England) (su KTM)